# Études (Chopin)

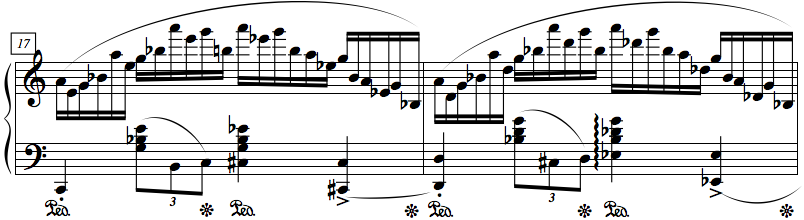
Due battute dell'Étude op. 25 n. 11

Gli Études di Fryderyk Chopin sono tre serie di studi per pianoforte solo, pubblicati nel 1833, nel 1837 e nel 1840. Sono ventisette composizioni complessive, suddivise in due raccolte di dodici studi, numerate op. 10 e op. 25, e una serie di tre studi senza numero di opera, Trois nouvelles Études per La Méthode des Méthodes di Ignaz Moscheles e François-Joseph Fétis.

## Storia

### Composizione

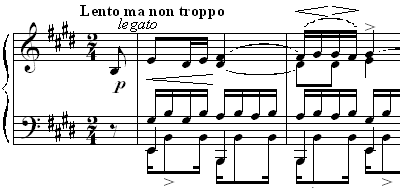
Étude in Mi maggiore, Op. 10, No. 3

Gli Études di Chopin costituivano il fondamento di quello che allora era una tecnica pianistica rivoluzionaria. Sono alcuni dei pezzi più stimolanti ed evocativi di tutte le opere nel repertorio del pianoforte da concerto. Per questo motivo questi brani sono diventati assai popolari e spesso eseguiti sia in concerto che in palcoscenici privati. Alcuni tra quelli più popolari hanno ricevuto dei titoli, tra cui lo studio Op.10 n. 3 conosciuto come "Tristezza"  o lo "Studio rivoluzionario" (Op.10, No. 12). Nessuna di queste denominazioni è stata data da Chopin che non apprezzava gli abbinamenti di titoli alle sue composizioni; come in altri casi, si tratta comunque di tentativi di forzare la perfezione di opere che non necessitano certamente di alcuna aggiunta esplicativa.
Tutti i ventisette studi furono pubblicati durante la vita di Chopin; l'op. 10, il primo gruppo di dodici, furono composti tra il 1829 e il 1832 e furono pubblicati nel 1833, in Francia, Germania e Inghilterra. I dodici studi dell'op. 25 furono composti in varie epoche tra il 1829 e il 1836 e furono pubblicati negli stessi paesi nel 1837. Gli ultimi tre, parte di una serie chiamata "Méthode des méthodes de piano", scritta da Ignaz Moscheles e François-Joseph Fétis, furono composti nel 1839, senza un numero di opus assegnato. Comparvero in Germania e in Francia nel novembre 1840 e in Inghilterra nel gennaio 1841. Acclusi a queste prime edizioni vi sono diversi manoscritti di cui uno solo è stato scritto dallo stesso Chopin. Alcune copie aggiuntive sono state fatte dal suo caro amico, Julian Fontana, insieme alle edizioni di Karol Mikuli, studente di Chopin.
I primi studi dell'opera 10 sono stati scritti quando Chopin era ancora adolescente. Si collocano accanto ai primi lavori di Felix Mendelssohn come rari esempi di composizioni estremamente giovanili che sono considerate innovative e degne di essere incluse nel canone standard. Gli Studi di Chopin elevavano la forma musicale da esercizi puramente utilitaristici a grandi capolavori artistici.

### Impatto
Nonostante alcune serie di esercizi per pianoforte fossero comuni dalla fine del XVIII secolo (Muzio Clementi, Johann Baptist Cramer, Ignaz Moscheles e Carl Czerny erano compositori tra i più significativi), gli studi di Chopin si presentarono non solo come una serie completamente nuova di sfide tecniche, ma sono stati i primi a diventare parte regolare del repertorio da concerto. I suoi studi combinano la sostanza musicale e la sfida tecnica per formare una forma artistica completa. Sono spesso tenuti in grande considerazione come dimostrazione della padronanza di combinazione di tecnica e musicalità. L'effetto sui contemporanei come Franz Liszt fu evidente, come dimostra la revisione che Liszt fece alla sua serie di concerti dopo aver incontrato Chopin. Il musicologo polacco contemporaneo Tadeusz A. Zielinski ha scritto, sull'op. 10, che "non solo sono diventati una dimostrazione ordinata di un nuovo stile di pianoforte e le formule peculiari ad esso, ma anche una nobilitazione artistica di questo stile".

## Lista degli Études

### Études Op.10
La prima serie di Études fu pubblicata nel 1833 (sebbene alcuni fossero stati scritti già nel 1829). Chopin aveva ventitré anni ed era già famoso come compositore e pianista nei salotti di Parigi, dove fece la conoscenza di Franz Liszt. Successivamente, Chopin dedicò l'intera Opera 10 "à mon ami Franz Liszt" (al mio amico Franz Liszt).
| N° d'opera                          | Tonalità      | Incipit | Audio |
| ----------------------------------- | ------------- | ------- | ----- |
| Étude Op. 10, No. 1                 | Do maggiore   |         |       |
| Étude Op. 10, No. 2 Cromatico       | La minore     |         |       |
| Étude Op. 10, No. 3                 | Mi maggiore   |         |       |
| Étude Op. 10, No. 4                 | Do♯ minore    |         |       |
| Étude Op. 10, No. 5 Tasti neri      | Sol♭ maggiore |         |       |
| Étude Op. 10, No. 6                 | Mi♭ minore    |         |       |
| Étude Op. 10, No. 7 Toccata         | Do maggiore   |         |       |
| Étude Op. 10, No. 8                 | Fa maggiore   |         |       |
| Étude Op. 10, No. 9                 | Fa minore     |         |       |
| Étude Op. 10, No. 10                | La♭ maggiore  |         |       |
| Étude Op. 10, No. 11 Degli arpeggi  | Mi♭ maggiore  |         |       |
| Étude Op. 10, No. 12 Rivoluzionario | Do minore     |         |       |

### Études Op. 25
La seconda serie di Studi di Chopin fu pubblicata nel 1837 e dedicata all'amante di Franz Liszt, Marie d'Agoult. I motivi sono ancora adesso motivo di congetture, ma probabilmente era solo un ulteriore omaggio all'amico, a cui erano dedicati gli Studi op. 10, e che eseguì alcuni di questi ultimi studi in un concerto del 1836.
| N° d'opera, denominaz popolare      | Tonalità      | Incipit | Audio |
| ----------------------------------- | ------------- | ------- | ----- |
| Studio Op. 25, No. 1 Arpa eolica    | La♭ maggiore  |         |       |
| Studio Op. 25, No. 2                | Fa minore     |         |       |
| Studio Op. 25, No. 3                | Fa maggiore   |         |       |
| Studio Op. 25, No. 4 Paganini       | La minore     |         |       |
| Studio op. 25, No. 5 Nota sbagliata | Mi minore     |         |       |
| Studio Op. 25, No. 6 Terze          | Sol♯ minore   |         |       |
| Studio Op. 25, No. 7                | Do♯ minore    |         |       |
| Studio Op. 25, No. 8 Seste          | Re♭ maggiore  |         |       |
| Studio Op. 25, No. 9                | Sol♭ maggiore |         |       |
| Studio Op. 25, No. 10 Ottave        | Si minore     |         |       |
| Studio op. 25 n. 11                 | La minore     |         |       |
| Studio Op. 25, No. 12               | Do minore     |         |       |

### Trois nouvelles études
I Tre nuovi studi (Trois nouvelles études) furono scritti nel 1839 come contributo al Méthode des méthodes de piano, un libro di istruzioni per pianoforte di Ignaz Moscheles e François-Joseph Fétis, e non ricevettero un numero di opus separato. Pur essendo tecnicamente meno brillanti di quelli delle Op. 10 e 25, questi tre brani mantengono comunque l'impronta originale di Chopin per l'equilibrio armonico e strutturale.
| Opus numero | Tonalità     | Incipit | Recording |
| ----------- | ------------ | ------- | --------- |
| Étude No. 1 | Fa minore    |         |           |
| Étude No. 2 | La♭ maggiore |         |           |
| Étude No. 3 | Re♭ maggiore |         |           |

## Esercizi preparatori
per tutti gli Études
- Casella, Alfredo. F. Chopin. Studi per pianoforte. Milano: Edizioni Curci, 1946.
- Cortot, Alfred. Frédéric Chopin. 12 Études, op.10. Édition de travail des oeuvres de Chopin. Paris: Éditions Salabert, 1915.
- Cortot, Alfred. Frédéric Chopin. 12 Études, op.25. Édition de travail des oeuvres de Chopin. Paris: Éditions Salabert, 1915.
- Galston, Gottfried. Studienbuch [Study Book]. III. Abend [3rd Recital] (Frédéric Chopin). Berlin: Bruno Cassirer, 1910.

per alcuni Études
- Busoni, Ferruccio. Klavierübung in zehn Büchern [Esercizi per il pianoforte in 10 libri]. Libro 8 "Variazioni e varianti su Chopin". Leipzig: Breitkopf & Härtel, 1925.
- Godowsky, Leopold. Studien über die Etüden von Chopin (Studi sugli Études di Chopin). New York: G. Schirmer Inc., 1899 (Berlin: Schlesinger'sche Buch- und Musikhandlung, 1903).
- Joseffy, Rafael. Etudes for the Piano. Instructive Edition. New York: G. Schirmer, 1901.

## Parafrasi
- Godowsky, Leopold. 53 Studies on Chopin's Études. New York: G. Schirmer Inc., 1899 (Berlin: Schlesinger'sche Buch- und Musikhandlung, 1903).
- Wührer, Friedrich. Achtzehn Studien zu Frédéric Chopins Etuden [sic] [18 Studies on Chopin's Études]. In Motu Contrario [In Contrary Motion]. Heidelberg: Willy Müller, Süddeutscher Musikverlag, 1958.